# Питър Уорбъртън
Питър Еджъртън Уорбъртън (на английски: Peter Egerton Warburton) е английски военноморски офицер, пътешественик, изследовател на Австралия.

## Произход и военна кариера (1813 – 1856)
Роден е на 16 август 1813 година в Нортуич, графство Чешър, Англия, четвърти син в семейството на Роуланд Уорбъртън и съпругата му Ема Кростън. До 12-годишна възраст се обучава от френски частен учител вкъщи. След това постъпва като курсант във военно училище. От 1831 служи в британската армия в Индия и стига до чин майор. На 8 октомври 1838 се жени за Алисия Мант от Бат. През 1853 се оттегля от армията и същата година посещава брат си Джордж в Западна Австралия, след което заминава за Аделаида, Южна Австралия, където е назначен за комисар на полицията в щата.

## Изследователска дейност (1856 – 1874)
През 1856, 1857 и 1858 г. изследва района на залива Спенсър и езерата Торънс и Еър в Централна Австралия. По време на пътуванията си в района открива добри пасища и източници на вода.
През 1869 г. напуска полицията и е назначен като щабен офицер с чин полковник в армията на Южна Австралия.
През 1860 г. изследва района на залива Стрики бей и го намира неподходящ за животновъдство.
През 1866 г. изследва райони северно от езерото Еър и открива река наречена по-късно на негово име. Това си пътуване описва в книгата „Major Warburton’a diary“. Adelaida, 1866.
На 21 септември 1872 Уорбъртън потегля от Аделаида с екип от седем души и седемнадесет камили и в началото на 1873 пристига в Алис Спрингс в центъра на Австралия. Оттам на 15 април 1873 отрядът се движи на запад-северозапад до горното течение на река Стърт Крийк (20º ю.ш.), а след това на запад. Пресичат Голямата пясъчна пустиня от изток на запад и достигат до горното течение на река Де-Грей. В самото „сърце“ на пустинята открива оазиса Джоана Спрингс. След това преминават през горните течения на редица пресъхващи реки и на 26 януари 1874, след повече от осем месеца от тръгването си от Алис Спрингс, достигат до Индийския океан на 20º 30` ю.ш. (залив Никол). Оттам с кораб се завръщат в Аделаида. Преходът е особено труден. През определени периоди от време застрелват по една камила и ползват месото ѝ за храна. Независимо от това всички са болни от скорбут, а Уорбъртън загубва зрението си на едното око. По този начин Уорбъртън става първият европеец прекосил Западна Австралия от изток на запад.

## Следващи години (1874 – 1889)
През 1874 г. Уорбъртън се връща за кратко в Англия, но само след шест седмици отново се завръща в Австралия. Отчетът му за пътуването в Западна Австралия е публикуван през 1875: „Journey across the western interior of Australia“ (London, 1875) и същата година е награден с медал от Кралското географско дружество.
Умира във фермата си близо до Аделаида на 5 ноември 1889 година на 75-годишна възраст.

## Памет
Неговото име носят:
- град Уорбъртън (26°08′ ю. ш. 126°25′ и. д. / 26.133333° ю. ш. 126.416667° и. д.), в щата Западна Австралия;
- река Уорбъртън (устие, 26°41′ ю. ш. 138°14′ и. д. / 26.683333° ю. ш. 138.233333° и. д.), в щата Южна Австралия, вливаща се от североизток в езерото Еър.